# الزاوی
الزاوی (به عربی: الزاوی) یک روستا در سوریه است که در ناحیه جب رمله واقع شده‌است. الزاوی ۱٬۷۴۴ نفر جمعیت دارد.